# Paloma Guzmán
Pour les articles homonymes, voir Guzmán.
Paloma Guzmán est une actrice et mannequin américaine.

## Biographie
Elle a étudié au George C. Marshall High School, la classe de 2002, à Falls Church.
Elle est diplômée de l'Université Carnegie Mellon School of Drama à Pittsburgh.

## Filmographie

### Films
- 2009 : Confessions d'une accro du shopping
- 2011 : Certainty (en) : Jennifer
- 2013 : Mr. Sophistication : Rosa
- 2013 : A Bear Lands on Earth : Danielle
- 2014 : To Whom It May Concern : Rachel
- 2014 : And So It Goes : Selena

### Séries télévisées
- 2008 : New York, police judiciaire (Law & Order) : Chanel Barva (épisode S18E18)
- 2008 : Gossip Girl : First Girl with Dan (épisode S2E01)
- 2009 : The Good Wife : Christy Barbosa (épisode S1E02)
- 2009 : Les Experts : Miami : Marta Emparo (épisode S8E08)
- 2011 et 2012 : Pretty Little Liars : Jackie Molina  (VF : Anne Tilloy - épisodes S1E22 , 2011; Stéphanie Souffir - S2E03,05,10,12,14, 2012)
- 2012 : A Gifted Man : Kylie Trevane  (épisode S1E14)
- 2012 : Person of Interest : Sofia Campos  (VF : Anne Tilloy, épisode S2E03, 2012)
- 2013 : Deception : Audrey Cruz  (VF : Anne Tilloy, épisodes 5,7,8,9&10)
- 2014 : FBI : Duo très spécial (White Collar) : Bianca (épisode S6E02)
- 2014 : Constantine : Luisa Bianca (épisode S1E08)
- 2018 : Elementary : Gwen Haeny (épisode S6E16)